# Distretto di Kamiukena
Il distretto di Kamiukena (上浮穴郡, Kamiukena-gun?) è uno dei distretti della prefettura di Ehime, in Giappone.
Attualmente fa parte del distretto solo il comune di Kumakōgen.